# 民主进步党 (马拉维)
民主进步党（英語：Democratic Progressive Party，缩写为）是马拉维的一个政党。2005年2月，由宾古·瓦·穆塔里卡创立，穆塔里卡自任主席。